# Sab Rider
Sab Rider (Saber Rider and the Star Sheriffs) est une série d’animation américaine de Franklin Cofod en 52 épisodes, diffusé en France à partir du 7 septembre 1988 sur TF1.
Il est basé sur l’anime Bismark (en) (星銃士ビスマルク, Seijūshi Bisumaruku, litt. « Bismarck, les mousquetaires planétaires ») produit par le studio Pierrot et sorti en 1984. Sur les 51 épisodes constituants la série d'origine seuls 46 d'entre eux furent conservés par la société américaine World Events Productions. Six épisodes supplémentaires furent créés à partir des cinq épisodes restants et de scènes extraites des épisodes précédents amenant à 52 le total des épisodes de la version américaine.

## Synopsis
Dans un monde futuriste placé aux environs de la fin du XXIe siècle, l’humanité est capable de voyager dans l’espace et a placé des avant postes sur plusieurs planètes éloignées de la Terre. Ces colonies se nomment les Nouveaux Territoires. Mélangeant technologie cybernétique et éléments inspirés du FarWest, l'histoire nous raconte les aventures d'une équipe de Stars Sherifs, sorte de policiers galactiques chargés de maintenir la paix dans les Nouveaux Territoires et de lutter contre les Desperados, des envahisseurs venant d'une autre dimension dirigés par l'énigmatique Némésis. Les quatre membres des Stars Sherifs, Sab Rider, Colt, Fireball et April bénéficient pour les aider dans leur mission d'un puissant vaisseau spatial du nom de RAMROD capable de se transformer en robot géant et élaboré par April. 

## Personnages
Personnages principaux
Sab Rider : Chef des Stars Sherifs, cet Écossais est le plus posé et réfléchi de l'équipe. Il est aussi le plus âgé. Il est donc le plus souvent le porte-parole de la bande. Dans RAMROD, il occupe le poste de navigation à droite du poste de pilotage. Sa combinaison spatiale est noire et blanche et la forme de son casque rappel celui des Horse Guard anglais. Elle est équipée d'un pistolet laser et d'un sabre. Sab Rider possède également un mustang cybernétique du nom de Steed. 
Colt: Impulsif et grande gueule, Colt est un pur cow-boy originaire vraisemblablement du Texas. C'est un excellent pilote mais surtout un tireur exceptionnel ce qui fait de lui le titulaire du poste de tir de précision dans RAMROD. Il occupe le poste à gauche de celui du pilote. Il se chamaille souvent avec Fireball avec lequel il se met parfois en compétition mais en fait il l'apprécie beaucoup et il est toujours prêts à lui venir en aide et à le protéger. Colt est aussi un dragueur invétéré et aura de nombreuses conquêtes pendant toute la série. Sa combinaison spatiale est bleue et blanche et son casque est en forme de chapeau de cow boy. Colt possède également un petit chasseur du nom de "broncobuster". 
Fireball : Plus jeune membre de l'équipe Fireball est d'origine japonaise. C'est un pilote de grand prix reconnu et l'un des meilleurs pilotes de la galaxie ce qui lui vaut d'être le pilote de RAMROD. Impulsif, il dit toujours ce qu'il pense sans se soucier des conséquences. C'est un casse-cou toujours volontaire pour partir en mission ce qui le met régulièrement en compétition avec Colt avec lequel il se chamaille souvent mais tous les deux s'apprécient, en fait, beaucoup. Il est aussi le mécanicien de l'équipe et aide April quand ils doivent faire des réparations sur RAMROD. Au fil de la sérié, il est d'ailleurs de plus en plus proche de la jeune femme. Sa combinaison et rouge et blanche et son casque a la forme d'un casque de moto. Il possède une voiture tout terrain à six roues qui lui sert pendant ses courses et se nomme le Red Fury Racer. 
April Eagle : Seul membre féminin de l'équipe cette belle blonde aux yeux bleus paraît timide et réservée mais ce n'est qu'une façade et elle sait se montrer déterminée quand il le faut. Son casque porte un drapeau français ce qui donne un indice sur sa nationalité même si ce n'est pas vraiment dit dans la série. April est un génie en ingénierie puisque c'est elle qui a conçu intégralement RAMROD. Au départ de la série, elle semble très attirée par Sab Rider mais au fil du temps, elle devient plus proche de Fireball. April est la fille du Commandant Eagle qui dirige l'armée. Ce dernier sera d'ailleurs kidnappé par leurs ennemis et libéré à la fin de la série. Sa combinaison est blanche et rose et son casque, comme celui de Fireball rappelle celui d'un casque de pilote. Elle possède également un mutant cybernétique du nom de Nova.

Personnages Secondaires
Commandant Eagle : Chef de l'armée des Nouveaux Territoires. Il est le père d'April.
Roi Jarred : Dirigeant des nouveaux territoires.

Les Desperados
Némésis : Commandant suprême des Desperados, il dissimule son visage derrière un masque.
Gatler : L'un des principaux généraux des Desperados. C'est lui qui tentera le plus de détruire Ramrod et l'équipe des Stars Shérifs. 
Horace : Général Desperados qui parviendra à coincer Fireball et Colt dans une épave de vaisseau abandonnée.
Jesse Blue: Ancien cadet de l'Académie, cet humain choisira le parti des Desperados après voir été repoussé par April lors des deux premiers épisodes de la série. Il va alors se vouer à la destruction de Sab Rider et de son équipe.

## Dessin animé

### Distribution
- Vincent Ropion : Sab Rider
- Luq Hamet : Fireball
- Nicolas Marié : Colt
- Sophie Gormezzano : April, Robin
- Jean-Pierre Delage : Commandant Eagle
- Pierre Trabaud : Roi Jarred, Nemesis
- Jacques Bernard : Jesse
- Patrick Messe : M. Madox (ép.#8)
- Jean-Claude Montalban : Prince Roland (ép.#22)
- Christiane Lorenzo et Philippe Ariotti : Divers rôles
- Éric Legrand : voix de remplacement de Fireball
- Maurice Sarfati :  voix de remplacement de Némésis

### Liste des épisodes
1. Le rassemblement
2. La cavalerie (autre titre français "La cavalière")
3. La revanche de Jesse
4. L'iguane ne lâche pas
5. Le petit homme
6. Quel cirque ! (autre titre français "Le plus grand spectacle")
7. Les mines d'argent des Desperados
8. Des complices aux bras longs
9. Pas question de me laisser entrainer
10. Le château dans la montagne
11. Les dinosaures
12. Trèfles à quatre feuilles
13. Les montagnards
14. Que faites-vous l'été ?
15. L'énigme
16. Enfer à Cimarron Pass
17. Le sabre et le tomahawk
18. Tout ce qui brille
19. L'unique survivant (autre titre français "Le seul survivant")
20. Le train fou (autre titre français "La légende du Santa Fe")
21. Les yeux du serpent
22. Les dernières paroles célèbres
23. Tireur d'élite
24. La monarchie suprême (autre titre français "La monarchie royale")
25. La dernière chance
26. Le shérif
27. Le trou dans le mur
28. La course dans la galaxie
29. La tempête
30. La tranquillité
31. Une mauvaise journée à Dry Gulch (autre titre français "Une mauvaise journée")
32. La neige
33. Les espions (autre titre français "L'espion")
34. La dimension des Desperados
35. Des vacances très reposantes (autre titre français "Le challenge")
36. Fireball amnésique
37. Né dans les marais (autre titre français "Dans les marais")
38. La chevauchée d'April
39. Les murs de Red Wing
40. L'amie de Jesse
41. L'extraordinaire Lazardo
42. J'ai oublié
43. Prête-moi ton oreille (autre titre français "Manipulation")
44. Né pour courir
45. La légende du mont perdu
46. Le sauvetage (autre titre français "l'appel au secours")
47. L'aigle s'est posé
48. Cessez le feu
49. Alamo Moon
50. Le neuvième degré
51. Qui est Némésis ?
52. Le chemin du bonheur

## Adaptation

### Jeux vidéo
Le 7 septembre 2010, les studios Firehazard ont annoncé qu’ils seraient en train de développer un jeu vidéo basé sur la série pour la Nintendo 3DS et qui sortirait fin 2011. En 2017, ce jeu sera adapté sur PC, Sega DreamCast et Nec PcEngine.

## Divers
- Si la série n'est pas tellement connue en France, elle fut un véritable succès aux États-Unis mais surtout en Allemagne, où elle fait partie des séries culte pour toute une génération.

- Le générique français est chanté par Jean-Marc Chastel.

- Chaque personnage possède son propre thème musical que l'on peut repérer facilement dans la série. De plus, deux albums contenant la musique de la série furent commercialisés.

- Dans la version d'origine (au Japon), le héros n'est pas Sab Rider, mais Fireball.